# Judy Schomper
Judith Christine (Judy) Schomper (Amsterdam, 15 oktober 1956) is een Nederlandse violiste.

## Jeugd en opleiding
Judy Schomper werd geboren in Amsterdam en groeide op in Huizen in een muzikaal gezin. Haar vader Pans Schomper was ondernemer en speelde jazzgitaar, haar moeder Sandy Fort was jazz-zangeres. Vanaf haar vierde jaar kreeg ze piano- en blokfluit les en vanaf haar elfde vioolles. Als kind deed ze mee aan het radioprogramma 'De Muzikanten Club' onder leiding van Lo van der Werf en later zong ze in het meisjes radiokoor 'Sweet Sixteen' wat onder leiding stond van Lex Karsemeyer. Voorafgaand aan haar conservatoriumopleiding volgde ze privélessen viool bij Lida Kornman in Huizen en later op het Sweelinck Conservatorium bij Jean Louis Stuurop en Herman Krebbers.

## Flairck
In 1976 richtte ze samen met Erik en Hans Visser en Peter Weekers de groep Flairck op. De eerste lp Variaties op een Dame 1977 werd platina en kreeg een  Edison. De titelcompositie van Erik Visser was door Schomper al eerder uitgevoerd met het symfonische poporkest The Ricciotti Rebels waarvan zij concertmeester was.

## Na Flairck
Na haar vertrek uit Flairck behaalde zij in 1979 haar solistendiploma cum laude aan het Sweelinck Conservatorium te Amsterdam. Ze mocht doorstuderen bij Herman Krebbers.
Als solist trad ze in de jaren 1980 op met het Metropole Orkest onder leiding van Rogier van Otterloo. Ook speelde ze in die periode in muziektheaterproducties met Louis van Dijk, Marco Bakker, Liesbeth List, Liselore Gerritsen, Theo Olof, Jean Decroos en Jos Cleber.
In 1983 leerde ze gitarist arrangeur Hans Hollestelle kennen tijdens de opname van de instrumentale versie van de rock singel Layla van Eric Clapton in de Wisseloordstudio in Hilversum en iets later speelde ze de viool op het jazzalbum Adhesion waarvan jazz pianist Rob Pronk de muziek componeerde met jazzmusici uit onder andere The Skymasters: Jiggs Whigham, Ferdinand Povel, Ack van Rooyen, Eef Albers, Dave King, Rob Franken en Bruno Castellucci. Producent was Hans Hollestelle en uitvoerend producent Pans Schomper
In 2005 vormde Schomper een duo met de accordeonist Irena Filippova ( zij is de vrouw van Hans Visser (Flairck)), en in 2007 kwam Flairck weer samen in de originele bezetting voor een theater-reünietour.
In 2014-2020 nam ze in de 'Tribute to The Cats Band' op elektrisch versterkte viool de strijkerspartijen voor haar rekening. Op 4 maart 2017 speelde ze mee naar aanleiding van het vijftienjarig bestaan van de TTTCB in AFAS Live met onder andere George Baker en Arnold Mühren.

## Privé
Schomper is getrouwd met gitarist arrangeur en componist Hans Hollestelle, ze hebben samen twee kinderen.

## Discografie
- Variaties op een dame (1978) met Flairck
- Adhesion (1980 en 1985) met diverse jazzmusici
- Secret Gardens (1982) met Berdien Stenberg
- Layla (1983) - productiemaatschappij Rocket
- Klassieke CD met pianist Marjes Benoist (1991)